# Gautier Supper
Gautier Supper (* 1. října 1990 Colmar) je francouzský juniorský vicemistr světa, vítěz evropského poháru juniorů a reprezentant ve sportovním lezení na obtížnost. Trojnásobný mistr a dvojnásobný vicemistr Francie.

## Výkony a ocenění

### Závodní výsledky
| Mistrovství světa | Mistrovství světa | Mistrovství světa | Mistrovství světa |
| Rok               | 2011              | 2014              | 2016              |
| ----------------- | ----------------- | ----------------- | ----------------- |
| Obtížnost         | 17-18             | 8                 | 3                 |

| Světový pohár (nalevo jsou poslední závody v roce) | Světový pohár (nalevo jsou poslední závody v roce) | Světový pohár (nalevo jsou poslední závody v roce) | Světový pohár (nalevo jsou poslední závody v roce) | Světový pohár (nalevo jsou poslední závody v roce) | Světový pohár (nalevo jsou poslední závody v roce) | Světový pohár (nalevo jsou poslední závody v roce) | Světový pohár (nalevo jsou poslední závody v roce) | Světový pohár (nalevo jsou poslední závody v roce) | Světový pohár (nalevo jsou poslední závody v roce) |
| Rok                                                | 2007                                               | 2009                                               | 2010                                               | 2011                                               | 2012                                               | 2013                                               | 2014                                               | 2015                                               | 2016                                               |
| -------------------------------------------------- | -------------------------------------------------- | -------------------------------------------------- | -------------------------------------------------- | -------------------------------------------------- | -------------------------------------------------- | -------------------------------------------------- | -------------------------------------------------- | -------------------------------------------------- | -------------------------------------------------- |
| Obtížnost                                          | 24                                                 | 10                                                 | 6                                                  | 9                                                  | 22                                                 | 7                                                  | 8                                                  | 2                                                  | 5                                                  |
| jednotlivě (2/0/4)                                 | -,8, -,-,-, 16-22, -,-                             | 7,12, 7,14, 28, 9-10                               | 4,10, · 4,16, · ,6                                 | 11,24,7, 7,12,8, 10-11,11, 9,11                    | -,-,-, -,-, 13,14, 37,18                           | 4,, · 7,9, · 6,11, · 7,7                           | 12,8, · 8,8, · 5,5, · 18,                          | 8,7,4, · ,5, · ,5                                  | 13,4,22, · ,4, · 13-14,4                           |

| Mistrovství Evropy | Mistrovství Evropy | Mistrovství Evropy | Mistrovství Evropy |
| Rok                | 2010               | 2013               | 2015               |
| ------------------ | ------------------ | ------------------ | ------------------ |
| Obtížnost          | 15                 | 10                 | 5                  |

| Mistrovství Francie | Mistrovství Francie | Mistrovství Francie | Mistrovství Francie | Mistrovství Francie | Mistrovství Francie |
| Rok                 | 2010                | 2011                | 2014                | 2015                | 2016                |
| ------------------- | ------------------- | ------------------- | ------------------- | ------------------- | ------------------- |
| Obtížnost           | 3                   | 1                   | 2                   | 2                   | 1                   |
| Rychlost            | 1                   |                     |                     |                     |                     |

| Mistrovství světa juniorů | Mistrovství světa juniorů | Mistrovství světa juniorů | Mistrovství světa juniorů | Mistrovství světa juniorů |
| Rok                       | 2006 kat. B               | 2006 kat. A               | 2007 kat. A               | 2009 junioři              |
| ------------------------- | ------------------------- | ------------------------- | ------------------------- | ------------------------- |
| Obtížnost                 | 44                        | 17                        | 4                         | 2                         |

| Obtížnost          | 41-42 | 20 | 25 | 4        | 1       |
| jednotlivě (x/x/x) |       |    |    | ,,-,-,-, | ,,-,,-3 |